# 一年蓬
一年蓬（学名：Erigeron annuus）别名千层塔（江西）、治疟草、野蒿（江苏）、白頂飛蓬，是菊科飞蓬属的植物。

## 形态
一年生或二年生草本。茎直立，有微毛；茎生叶为披针形或线状披针形，基生叶呈莲座状，花开后枯萎；头状花序排列成伞房状，秋季开花，外围两层白色或略带淡紫色的舌状花，中央为黄色管状花，两性。

## 分布
一年蓬原产北美洲，後來被引入世界其他地區。

## 用途

### 药用
全草可入药，功能止泻、消食、止血，主治急性胃肠炎、消化不良、尿血等症。